# Stade Roi-Abdallah
La Cité sportive du Roi-Abdallah (en arabe : مدينة الملك عبدالله الرياضية) est un stade de football situé à environ 30 km au nord de Djeddah en Arabie saoudite. Il est utilisé pour les rencontres de football des clubs d'Al-Ahli et Al-Ittihad. Le stade dispose d'une capacité de 62 000 places.

## Caractéristiques

### Nom
Le stade s'appellera « stade Roi-Abdallah », nommé en l'honneur du roi Abdallah ben Abdelaziz Al Saoud.

## Clubs résidents
Le stade possède comme clubs résidents, Al-Ahli et Al-Ittihad. Le stade du Roi-Abdullah prend ainsi la suite du stade du Prince Abdullah Al-Faisal.
L'Al-Ahli joue son premier match au stade Roi-Abdallah le 1er mai 2014 contre Al-Shabab devant 84.115 spectateurs (défaite 3-0). Al-Ittihad joue son premier match au stade le 13 août 2014 contre l'Al-Fateh devant 58.896 spectateurs (victoire 1-0).

## Évènements au stade

### Rencontre inaugurale
La rencontre inaugurale au stade Roi-Abdallah se déroule le 1er mai 2014 : Al-Ahli affronte Al-Shabab (victoire d'Al-Shabab de 3 buts à 0), à l'occasion de la finale de la coupe du Roi d'Arabie saoudite. Le match se joue devant 84.115 spectateurs. Fernando Menegazzo est le premier buteur de l'histoire du nouveau stade en ouvrant la marque sur penalty. La présence du roi Abdallah ben Abdelaziz Al Saoud et des princes Salmane ben Abdelaziz Al Saoud et Moukrine ben Abdelaziz Al Saoud. Un feu d'artifice clôt la journée.

### Autres rencontres internationales
Les 10 et 14 octobre 2014, l'équipe d'Arabie saoudite de football affrontent l'Uruguay et le Liban en match amical de préparation avant la Coupe d'Asie 2015 en Australie.
- Supercoupe d'Italie de football 2018
- Supercoupe d'Espagne de football 2019-2020
- Coupe du monde des clubs de la FIFA 2023
- Coupe d'Asie des nations de football 2027
- Supercoupe d'Espagne de football 2024-2025